# Национальные деревни КНР
Национальные деревни КНР (кит. 民族村, пиньинь mínzú cūn, палл. миньцзу цунь) — этнически-ориентированная административно-территориальная единица пятого, низшего уровня административного деления Китайской Народной Республики. Аналогична автономным уездам третьего уровня, автономным округам — второго и автономным районам — первого уровней.
В 2005 году была разработана и реализована программа поддержки этнических меньшинств с небольшим населением (2005—2010 годы), охватывающая 640 различных деревень в качестве получателей помощи.